# Yeseria

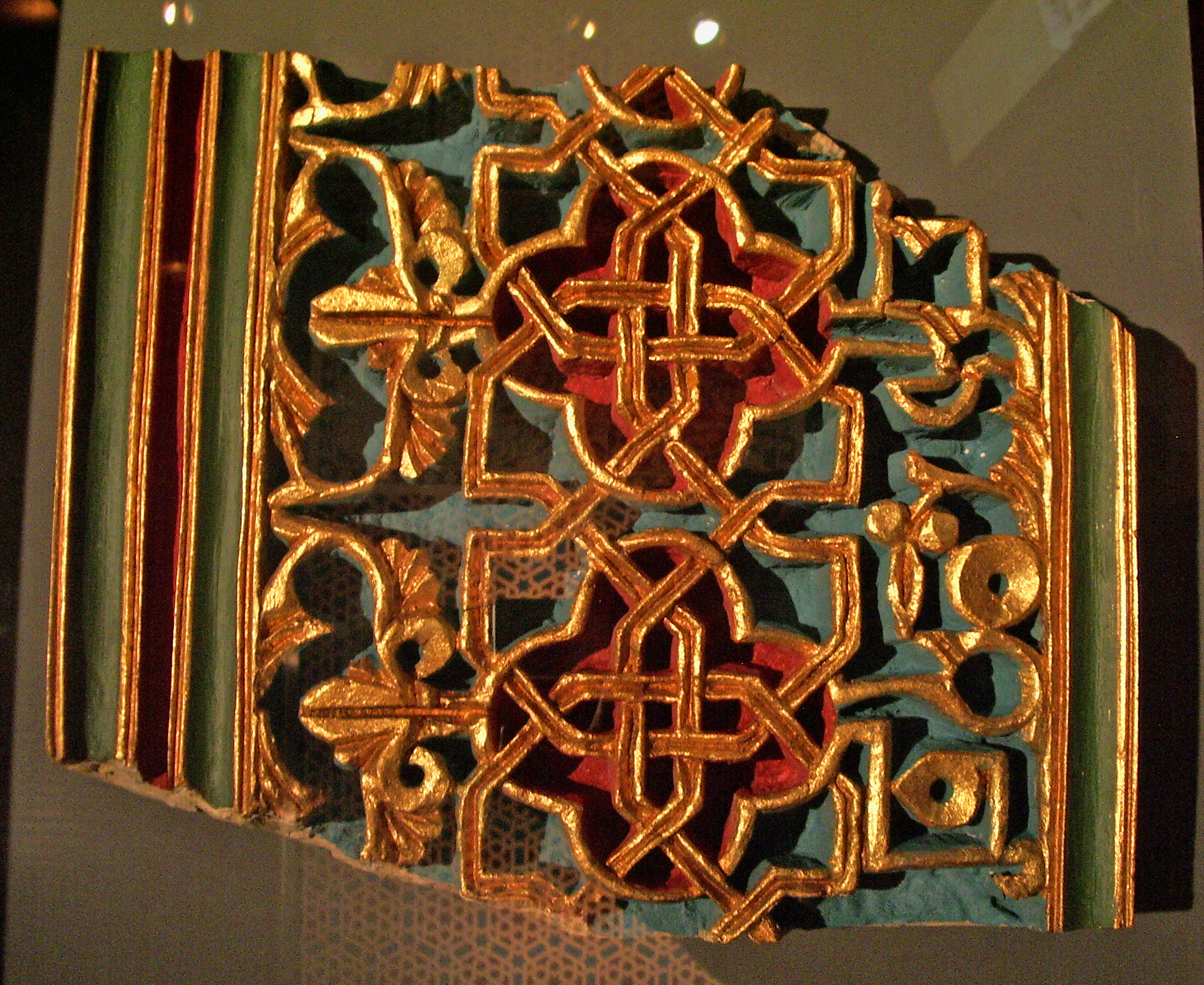

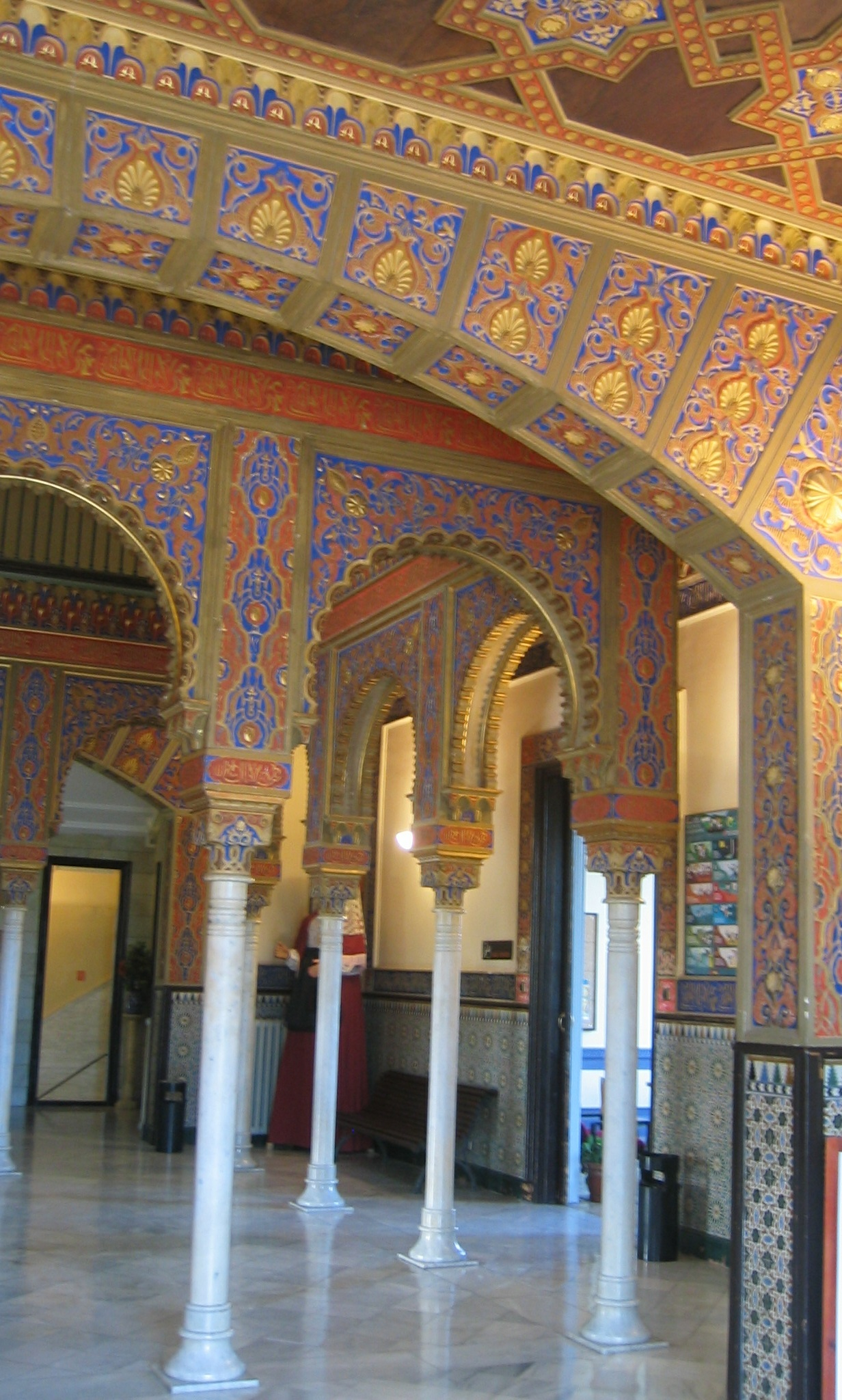
Le hall d'accueil de lAlberg Mare de Deu del Coll, Barcelone, est une représentation soignée des stucs peints dont la pigmentation devait correspondre à celle des temps nasrides.

Les yeserias sont des stucs polychromes peints de couleurs vives utilisés par les Maures espagnols.
Les yeserías sont issues de la cohabitation des communautés musulmane, juive et chrétienne en Espagne. La fusion de diverses identités culturelles au sein d'une forme d'art décoratif est une caractéristique de la créativité espagnole, qui a évolué au gré des changements politiques et religieux.
À l'Alhambra, la polychromie est quasiment complètement effacée par le temps, mais on la retrouve néanmoins dans les copies qui furent exécutées de l'Alhambra, telles par exemple l'auberge de jeunesse Santa Mare de Deu del Coll à Barcelone.